# Viaggio (Piero Pelù)
Viaggio è un brano di Piero Pelù pubblicato il 31 maggio 2008, secondo ed ultimo singolo estratto dall'album Fenomeni. È anche l'ultimo singolo pubblicato dal rocker fiorentino prima della reunion con i Litfiba.
La canzone tratta il tema del "viaggio interiore", ovvero la ricerca e la riscoperta di sé stessi.

## Videoclip
Il videoclip affronta la tematica dei Rom in Europa, ed è stato girato nella città di Saintes-Maries-de-la-Mer, luogo dove i Rom si recano per venerare Sara la Nera, la cui statua appare nel videoclip.
Il video è un tributo che Pelù ha dedicato alla cultura gitana, verso la quale nutre da sempre una forte passione.
A Saintes-Maries-de-la-Mer aveva già realizzato nel 1990, con i Litfiba, il video di El Diablo. E anche in questa occasione sono state effettuate alcune riprese all'interno dell'Arena cittadina.

## Tracce
1. Viaggio